# Hamburg (Minnesota)
Cet article concerne la ville américaine du Minnesota. Pour la ville allemande, voir Hambourg. Pour les autres significations, voir Hamburg.
La ville de Hamburg est située dans le comté de Carver, dans l’État du Minnesota, aux États-Unis. Sa population s’élevait à 513 habitants lors du recensement de 2010, estimée à 527 habitants en 2016.

## Source
- (en) Cet article est partiellement ou en totalité issu de l’article de Wikipédia en anglais intitulé « Hamburg, Minnesota » (voir la liste des auteurs).